# Eli Hemming
Pour les articles homonymes, voir Hemming.
Eli Joseph Hemming, né le 4 avril 1995 à Kiowa (Colorado), est un fondeur et coureur de fond américain. Il a commencé sa carrière sportive en tant que triathlète, il a une victoire d'étape des séries mondiales avec l'équipe américaine de relais mixte à Nottingham en 2018. Il fait une reconversion sportive vers le trail en 2021.

## Biographie

### Jeunesse
Après que sa mère ait fondé une équipe de triathlon pour les jeunes en 2003. Eli a participé à des épreuves de natation, de cyclisme et de course à pied et a été entraîné par elle jusqu'à ses 19 ans.

### Carrière en triathlon
Eli Hemming remporte en 2018 l'étape sprint de la coupe panaméricaine à Clermont devant son compatriote Kevin McDowell. En 2018, il a une victoire d'étape des séries mondiales avec l'équipe américaine de relais mixte à Nottingham devant le Royaume-Uni et la France.
Eli est nommé triathlète américain espoir de l'année 2017 et l'année suivant triathlète américain de l'année 2018.
En 2019, avec l'équipe américaine il prend la deuxième place de la série de relais mixte d'Abou Dabi derrière l'Australie.

### Carrière en trail
En 2023, Eli Hemming finit deuxième du marathon du Mont-Blanc. Il est victorieux la même année du Broken Arrow Skyrace sur 23 kilomètres. L'année suivante, il s'imposte sur la scène international en remportant la course OCC du trail du Mont-Blanc devant l'Italien Francesco Puppi et l'Espagnol Antonio Martínez Pérez,,.
En 2025 à nouveau, il prend la première place du Broken Arrow Skyrace mais cette fois sur 46 kilomètres.

### Vie privée
Eli Hemming s'est marié en septembre 2021 avec la traileuse Tabor Scholl (née en 1997), ils ont acheté une maison à Louisville, dans le Colorado, une banlieue proche de Boulder. Étant toujours à sortir courir en extérieur, le fonctionnement d'une maison ne leur convenaient pas, ils l'ont vendus et ont emménagé dans le sous-sol de la maison de la grand-mère de Tabor, âgée de 86 ans, dans le ranch familial à Kremmling, ils aident à élèver des vaches entre leurs entraînements.

### Trail et skyrunning
Le tableau présente les résultats les plus significatifs (podium) obtenus sur le circuit de trail et de skyrunning depuis 2022,.
| no  | masculin           | Course                          | Longueur | Départ            | Temps           |
| --- | ------------------ | ------------------------------- | -------- | ----------------- | --------------- |
| 2e  | Médaille d'argent  | Broken Arrow Vertical Kilometer | 4,8 km   | 17 juin 2022      | 42 min 36 s     |
| 2e  | Médaille d'argent  | Broken Arrow Skyrace 23K        | 23 km    | 19 juin 2022      | 1 h 51 min 0 s  |
| 3e  | Médaille de bronze | Ascension de Pikes Peak         | 21 km    | 16 septembre 2022 | 2 h 7 min 40 s  |
| 2e  | Médaille d'argent  | Flagstaff Sky Peaks             | 26 km    | 25 septembre 2022 | 1 h 58 min 26 s |
| 1re | Médaille d'or      | Breakneck Point Trail Runs      | 21 km    | 6 mai 2023        | 1 h 49 min 39 s |
| 1re | Médaille d'or      | Broken Arrow Skyrace 23K        | 23 km    | 18 juin 2023      | 1 h 34 min 46 s |
| 2e  | Médaille d'argent  | Marathon du Mont-Blanc          | 43,6 km  | 25 juin 2023      | 3 h 40 min 50 s |
| 3e  | Médaille de bronze | Ascension de Pikes Peak         | 21 km    | 16 septembre 2023 | 2 h 7 min 40 s  |
| 2e  | Médaille d'argent  | Kodiak Ultra Marathons          | 50 km    | 14 octobre 2024   | 3 h 49 min 35 s |
| 1re | Médaille d'or      | Black Canyon Ultras             | 60 km    | 11 février 2024   | 4 h 6 min 39 s  |
| 1re | Médaille d'or      | The Big Alta                    | 50 km    | 24 février 2024   | 3 h 38 min 33 s |
| 1re | Médaille d'or      | Desert Rats                     | 20,6 km  | 14 avril 2024     | 1 h 22 min 44 s |
| 1re | Médaille d'or      | The Canyons Endurance Runs      | 50 km    | 27 avril 2024     | 3 h 25 min 23 s |
| 2e  | Médaille d'argent  | Broken Arrow Skyrace 23K        | 23 km    | 23 juin 2024      | 1 h 47 min 0 s  |
| 1re | Médaille d'or      | OCC                             | 57 km    | 29 août 2024      | 5 h 11 min 48 s |
| 1re | Médaille d'or      | The Big Alta                    | 50 km    | 23 mars 2025      | 3 h 19 min 30 s |
| 1re | Médaille d'or      | Desert Rats                     | 21 km    | 13 avril 2025     | 1 h 19 min 46 s |
| 1re | Médaille d'or      | Broken Arrow Skyrace 46K        | 45,3 km  | 21 juin 2025      | 3 h 50 min 48 s |

### Palmarès en triathlon
Les tableaux présentent les résultats les plus significatifs (podium) obtenus sur le circuit international de triathlon depuis 2015,.
| Année | Compétition                                                 | Pays         | Position           | Temps           |
| ----- | ----------------------------------------------------------- | ------------ | ------------------ | --------------- |
| 2019  | Coupe du monde - l'étape de Miyazaki                        | Japon        | Médaille d'argent  | 1 h 47 min 40 s |
| 2019  | Coupe du monde - l'étape sprint de Tiszaújváros             | Hongrie      | Médaille d'or      | 53 min 43 s     |
| 2018  | Coupe du monde - l'étape sprint de Tongyeong                | Corée du Sud | Médaille de bronze | 54 min 1 s      |
| 2018  | Coupe du monde - l'étape de Miyazaki                        | Japon        | Médaille d'argent  | 1 h 49 min 30 s |
| 2018  | Coupe panaméricaine - l'étape sprint de Clermont            | États-Unis   | Médaille d'or      | 54 min 18 s     |
| 2018  | Coupe panaméricaine - l'étape sprint des Sarasota-Bradenton | États-Unis   | Médaille d'or      | 51 min 22 s     |
| 2017  | Coupe panaméricaine - l'étape sprint de West Des Moines     | États-Unis   | Médaille d'or      | 56 min 18 s     |
| 2017  | Coupe panaméricaine - l'étape sprint des Bermudes           | Bermudes     | Médaille d'or      | 55 min 14 s     |
| 2017  | Championnat panaméricain sprint                             | États-Unis   | Médaille d'argent  | 51 min 12 s     |
| 2015  | Coupe panaméricaine - l'étape de Magog                      | Canada       | Médaille d'or      | 1 h 51 min 15 s |
| 2015  | Coupe panaméricaine - l'étape sprint des Sarasota-Bradenton | États-Unis   | Médaille d'argent  | 54 min 42 s     |

| Année | Compétition                   | Pays                | Position          | Temps           |
| ----- | ----------------------------- | ------------------- | ----------------- | --------------- |
| 2019  | WTS Abou Dabi                 | Émirats arabes unis | Médaille d'argent | 1 h 24 min 24 s |
| 2018  | Championnat nord-panaméricain | États-Unis          | Médaille d'or     | 1 h 18 min 53 s |
| 2018  | WTCS Nottingham               | Royaume-Uni         | Médaille d'or     | 1 h 21 min 16 s |
| 2017  | Championnat panaméricain      | États-Unis          | Médaille d'argent | 1 h 14 min 18 s |